# Hyles nymphaea
Hyles nymphaea är en fjärilsart som beskrevs av Bandermann. 1928. Hyles nymphaea ingår i släktet Hyles och familjen svärmare. Inga underarter finns listade i Catalogue of Life.